# Lucio Fabio Cilone
Lucio Fabio Cilone Settimino Catinio Aciliano Lepido Fulciniano (in latino Lucius Fabius Cilo Septiminus Catinius Acilianus Lepidus Fulcinianus; fl. 193-211) è stato un senatore romano all'epoca dell'imperatore Settimio Severo.

## Biografia
Originario dell'Hispania Baetica, Cilone fu comandante della Legio XVI Flavia Firma (180-184), proconsole della Gallia Narbonensis nel 185, prefetto nel 187-189, legato in Galazia tra il 189 e il 192.
Fu console suffectus nel 193. In questo ruolo, provvide alla tumulazione del corpo di Commodo nel Mausoleo di Adriano, per ordine di Pertinace. L'anno successivo, durante il regno di Settimio Severo, che era suo amico intimo, Cilone combatté contro l'usurpatore Pescennio Nigro nei pressi di Perinthus. 
Nominato praefectus urbi per l'anno 203, salvò la vita al procuratore Macrino (il futuro imperatore), quando il suo patrono Plauziano cadde in disgrazia. L'anno successivo fu nominato console per la seconda volta.
Cilone servì anche sotto Caracalla. Quando il nuovo imperatore decise di uccidere il fratello e co-imperatore Geta e Papiniano, Cilone, che aveva consigliato l'armonia tra i fratelli, fu preso dagli urbaniciani, che furono fermati da Caracalla solo dopo che gli avevano strappato gli abiti e tolto gli stivali.
Secondo Cassio Dione:
(Cassio Dione, Storia di Roma, lxxviii.4-5)
Sposò Cilonia Fabia.
Una domus sull'Aventino gli fu data come dono da Settimio Severo. Questa domus, che è rappresentata anche nella Forma Urbis Romae, si trova sotto il monastero e la basilica di Santa Balbina, nei pressi degli Horti Ciloniae Fabiae.